# (31752) 1999 JN91
1999 JN91 (asteroide 31752) é um asteroide da cintura principal. Possui uma excentricidade de 0.10604340 e uma inclinação de 14.06694º.
Este asteroide foi descoberto no dia 12 de maio de 1999 por LINEAR em Socorro.